# William Bowie
William Bowie (Annapolis Junction (Maryland), 6 de maig de 1872 - Washington DC, 25 d'agost de 1940). Va ser un geodèsic estatunidenc, continuador de Hayford, desenvolupà la teoria de la isostàsia.
Va ser educat a l'escola pública de St. John's College (Annapolis/Santa Fe), va estudiar al Trinity College (Connecticut) on va obtenir un Bachelor of Science, un màster i el títol de Doctor of Science. Va rebre títols honorífics com el Legum Doctor per part de la Universitat d'Edimburg (Escòcia) i va ser president de la International Union of Geodesy and Geophysics, així com Doctor of Science de la Universitat George Washington.
Va ser membre de l'església episcopal als Estats Units, es va casar amb Elizabeth Taylor d'Alexandria, Virgínia, el 28 de juny de 1899. Junts van tenir dos fills, William (Jr.) i Clagett. William Bowie va morir després de patir una malaltia durant tres setmanes i està enterrat al Cementiri nacional d'Arlington.
El Bowie Seamount i el Bowie Canyon, duen el nom de William Bowie. Igualment, la Medalla William Bowie és el premi més prestigiós entregat per la Unió Americana de Geofísica en el camp de la geodèsia i porta també el seu nom.